# Чёрная Ламбина
Чёрная Ла́мбина — местечко в составе Сумпосадского сельского поселения Беломорского района Республики Карелия России.

## География
Расположено на западном берегу лесного озера, вблизи железнодорожной линии Беломорск—Обозерская.

## Население
| 2002 | 2010 | 2013 |
| ---- | ---- | ---- |
| 3    | ↘0   | →0   |